# 古楼文祠
古楼文祠，位于中国广东省潮州市饶平县黄冈镇，为饶平县文物保护单位，类型为古建筑，公布时间为1994年5月。
古楼文祠的历史年代为清代。